# Fátima Bezerra
Maria de Fátima Bezerra GCRB (Picuí, 19 de maio de 1955) é uma pedagoga e política brasileira, filiada ao Partido dos Trabalhadores. Foi Deputada Estadual, Federal, Senadora e é a atual governadora do Rio Grande do Norte, eleita em 2018 e reeleita em 2022.

## Biografia
Filha de Severino Bezerra de Medeiros e de Luzia Mercês do Amaral, Fátima Bezerra nasceu no então distrito de Nova Palmeira, pertencente ao município de Picuí, na Paraíba, mas mudou-se para Natal, no Rio Grande do Norte, ainda adolescente.
Em 1980, formou-se em Pedagogia pela Universidade Federal do Rio Grande do Norte (UFRN), tornando-se, logo em seguida, professora da rede pública na prefeitura de Natal e no governo estadual.
Além disso, foi vice-presidente (1980-1982) e presidente (1982-1985) da Associação dos Orientadores Educacionais, secretária-geral da Associação dos Professores (1985-1987), secretária-geral (1989-1991) e presidente (1991-1994) do Sindicato dos Trabalhadores em Educação, todos no estado do Rio Grande do Norte.
Em 2021, afirmou abertamente ser lésbica.

## Trajetória política

### Deputada Estadual
Filiada ao Partido dos Trabalhadores (PT) desde 1981, Fátima Bezerra elegeu-se deputada estadual do Rio Grande do Norte por dois mandatos: em 1994, com 8 347 votos; e em 1998, com 30 697 votos.
Durante o tempo em que permaneceu na Assembleia Legislativa potiguar (ALRN), foi presidente da Comissão de Direitos Humanos e da Comissão de Defesa do Consumidor, Meio Ambiente e Interior. Também representou o Poder Legislativo potiguar no Conselho Estadual de Defesa dos Direitos Humanos e Cidadania e no Conselho Estadual do Meio Ambiente. Ainda como parlamentar, foi delegada na IV Conferência Mundial sobre a Mulher (Beijing, 1995) e no I e II Fórum Social Mundial (Porto Alegre, 2001 e 2002), e participou do Encontro Internacional em Solidariedade às Mulheres Cubanas (Havana, 1998).
Além disso, nos anos de 1996, 2000, 2004 e 2008, Fátima Bezerra foi candidata à prefeitura municipal de Natal, perdendo, respectivamente, para Wilma de Faria (duas Vezes), Carlos Eduardo Alves e Micarla de Sousa, até que, no ano de 2012, desistiu de concorrer ao cargo e lançou a candidatura de Fernando Mineiro (PT), que também perdeu o pleito em 2012 e 2016.

### Deputada Federal
No ano de 2002, Fátima Bezerra candidatou-se ao cargo de deputada federal pelo Rio Grande do Norte e conseguiu eleger-se com a melhor votação de seu estado, alcançando a soma de 161 875 votos. Em 2006, foi reeleita com 116 243 votos e, em 2010, com 220 355 votos, ano em que obteve a quinta melhor votação proporcional do país, além de ter alcançado a maior votação que um deputado já recebeu no Rio Grande do Norte.
Durante o primeiro mandato na Câmara dos Deputados, em agosto de 2003, votou a favor da proposta para a Reforma da Previdência apresentada pelo Governo Luiz Inácio Lula da Silva (2003-2007), aprovada em dois turnos no Congresso e encaminhada ao Senado Federal. Em dezembro do mesmo ano, a emenda constitucional que alterava o sistema previdenciário do país foi promulgada pelo então presidente do Senado, José Sarney (PMDB).
Em 2004, Fátima Bezerra atuou como titular da Comissão especial do Ano da Mulher, em 2005, foi escolhida como presidente da Comissão de Legislação Participativa e, em março de 2006, tornou-se titular da Comissão Permanente de Educação, Cultura e Desporto. Ainda nesse último ano, atuou como segundo vice-presidente da comissão especial para a PEC que criou o Fundo de Manutenção e Desenvolvimento da Educação Básica e de Valorização dos Profissionais da Educação (FUNDEB), aprovado pelo Congresso Nacional em dezembro.
Já durante o seu último mandato na Câmara Federal, em 2011, Fátima Bezerra ocupou a presidência da Comissão de Educação, além de atuar na Comissão Especial que discutiu o Projeto de Lei 8.035/10, referente ao Plano Nacional de Educação (PNE) responsável pelo estabelecimento de diretrizes para a educação brasileira até o ano de 2020.

### Senadora
Em 2014, candidatou-se ao cargo de senadora pelo Rio Grande do Norte na chapa que apoiava Robinson Faria do PSD para governador. Vencendo a ex-governadora Wilma de Faria do PSB, Fátima Bezerra conseguiu eleger-se com a soma de 808 055 votos, representando 54,84% dos votos válidos.
Em outubro de 2017, Bezerra votou a contra a manutenção do mandato do senador Aécio Neves mostrando-se favorável a decisão da Primeira Turma do Supremo Tribunal Federal no processo em que ele é acusado de corrupção e obstrução da justiça por solicitar dois milhões de reais ao empresário Joesley Batista.
Com sua eleição ao governo do Estado, seu primeiro-suplente, Jean-Paul Prates (PT) assume a titularidade do mandato.

### Governadora do Rio Grande do Norte
Nas eleições estaduais de 2018, Fátima Bezerra candidatou-se ao governo do Rio Grande do Norte pela coligação Do Lado Certo composta pelo PT, PC do B e PHS, tendo como vice o advogado Antenor Roberto. No primeiro turno, ficou em 1° lugar ao alcançar 748 150 votos (46,17% dos votos válidos), derrotando o então governador Robinson Faria (3°) e ficando à frente do ex-prefeito de Natal, Carlos Eduardo Alves (2°), com quem disputou o segundo turno. No segundo turno, foi eleita governadora do Estado com a soma de 1 022 910 (57,60% dos votos válidos), tornando-se a detentora da maior votação dentre todos os governadores eleitos na história do Rio Grande do Norte.
Já nas eleições estaduais de 2022, Fátima confirmou seu amplo favoritismo apontado nas pesquisas e venceu a corrida eleitoral no primeiro turno, com 1 066 314 votos (58% dos votos válidos), com uma vantagem de quase 660 mil votos em relação ao segundo colocado, Fábio Dantas, que obteve 406 385 votos válidos (22,2%) no pleito, se reelegendo para mais um mandato frente ao poder executivo potiguar.

#### Pedido de cassação
Fátima Bezerra e Antenor Roberto foram alvos de uma ação do Ministério Público Eleitoral (MPE) que pede a cassação ou suspensão da chapa com a reprovação de suas contas que já foram aprovadas com ressalvas pelo TRE. O pedido é baseado no fato que os recursos usados para a promoção de candidaturas femininas foram usados na campanha de 25 homens e em uma empresa contratada por Fátima que foi criada três dias antes de apresentar a primeira nota fiscal à campanha da governadora.
A defesa de Fátima afirmou que suspeitas levantadas pelo MPE já foram analisadas pela Justiça Eleitoral quando ocorreu a aprovação das contas, destacando que a empresa contratada foi criada em cima da hora por questões tributárias e que os recursos da campanha das mulheres foram passados pelo PCdoB para a governadora.
O pedido de cassação interposto pelo MPE foi negado em decisão do juiz eleitoral Wlademir Capistrano, que defendeu a manutenção da vontade popular exercida através das urnas. Os procuradores que elaboraram a ação requeriam a concessão de liminar para a cassação do diploma eleitoral da chapa, sem que a respectiva defesa fosse ouvida.

#### Ataques por opositores durante a Pandemia de COVID-19
Em meio a pandemia de COVID-19, o médico Nelson Geraldo Freire Neto, primo do ex-governador do Rio Grande do Norte, Fernando Freire, foi condenado a excluir quatro posts feitos no Facebook e no Instagram em que atacava Fátima Bezerra em um ato em prol do Presidente Jair Bolsonaro em  Brasília. Nas publicações, Nelson chamou a governadora de traficante de drogas e macumbeira, além ter afirmado que Fátima fazia vodu contra o então Presidente da República.

## Desempenho em eleições
| Ano  | Eleição                          | Cargo             | Partido | Coligação                                                        | Vice/Suplente                | Votos     | %      | Resultado           |
| ---- | -------------------------------- | ----------------- | ------- | ---------------------------------------------------------------- | ---------------------------- | --------- | ------ | ------------------- |
| 1994 | Estaduais no Rio Grande do Norte | Deputada Estadual | PT      |                                                                  | —                            | 8 347     | 1,03%  | Eleita              |
| 1996 | Municipal de Natal               | Prefeita          | PT      | Frente Popular de Natal (PT,PCdoB,PPS)                           | George Câmara (PCdoB)        | 127 531   | 48,32% | Não eleita 2º turno |
| 1998 | Estaduais no Rio Grande do Norte | Deputada Estadual | PT      | Frente Popular                                                   | —                            | 30 697    | 2,73%  | Eleita              |
| 2000 | Municipal de Natal               | Prefeita          | PT      | Coligação Frente Popular de Natal (PT,PDT,PCdoB,PCB,PHS,PTdoB)   | Leonardo Arruda (PDT)        | 90 630    | 29,38% | Não eleita 2º lugar |
| 2002 | Estaduais no Rio Grande do Norte | Deputada Federal  | PT      | Coligação Frente Popular Potiguar (PT,PCdoB,PMN,PL)              | —                            | 161 875   | 11,08% | Eleita              |
| 2004 | Municipal de Natal               | Prefeita          | PT      | Frente Popular de Natal (PT,PCB,PTdoB)                           | Adelmaro (PT)                | 27 331    | 7,40%  | Não eleita 4º lugar |
| 2006 | Estaduais no Rio Grande do Norte | Deputada Federal  | PT      | Vitória do povo I                                                | —                            | 116 243   | 7,16%  | Eleita              |
| 2008 | Municipal de Natal               | Prefeita          | PT      | União por Natal (PSB,PT,PDT,PTN,PHS,PMDB,PRB,PCdoB,PCB)          | Luiz Eduardo Carneiro (PMDB) | 139 946   | 36,82% | Não eleita 2º lugar |
| 2010 | Estaduais no Rio Grande do Norte | Deputada Federal  | PT      | Vitória do povo                                                  | —                            | 220 355   | 13,33% | Eleita              |
| 2014 | Estaduais no Rio Grande do Norte | Senadora          | PT      | Liderados pelo povo (PSD,PCdoB,PT,PP,PTC,PEN,PRTB,PPL,PTdoB)     | Jean-Paul Prates (PT)        | 808 055   | 54,84% | Eleita              |
| 2018 | Estaduais no Rio Grande do Norte | Governadora       | PT      | Do lado certo (PT,PCdoB,PHS)                                     | Antenor Roberto (PCdoB)      | 1 022 910 | 57,60% | Eleita 2º turno     |
| 2022 | Estaduais no Rio Grande do Norte | Governadora       | PT      | O Melhor vai Começar! (FE Brasil, MDB, PDT, Republicanos e PROS) | Walter Alves (MDB)           | 1.066.496 | 58,31% | Eleita 1º turno     |

## Condecorações
| Insígnia | País   | Honra                           | Data                   |
| -------- | ------ | ------------------------------- | ---------------------- |
|          | Brasil | Grã-Cruz da Ordem de Rio Branco | 21 de novembro de 2023 |